# Dryopteris indonesiana
Dryopteris indonesiana là một loài dương xỉ trong họ Dryopteridaceae. Loài này được Darnaedi, M.Kato & K.Iwats. mô tả khoa học đầu tiên năm 1989.
Danh pháp khoa học của loài này chưa được làm sáng tỏ. 